# Jaime Correa
Jaime Correa Córdova (ur. 6 sierpnia 1979 w Durango) – meksykański piłkarz występujący na pozycji defensywnego pomocnika, reprezentant Meksyku, trener piłkarski.

## Kariera klubowa
Correa pochodzi z miasta Durango i jest wychowankiem tamtejszego zespołu Alacranes de Durango. W swoim debiutanckim sezonie w drużynie seniorów – 1998/1999 – pomógł wywalczyć Alacranes awans z trzeciej do drugiej ligi.
Wiosną 2001 został zawodnikiem pierwszoligowego CF Pachuca prowadzonego przez szkoleniowca Javiera Aguirre. W meksykańskiej Primera División zadebiutował 4 marca 2001 w wygranym 1:0 spotkaniu z Américą. Do końca swoich debiutanckich rozgrywek – fazy Verano sezonu 2000/2001 – pojawił się na boisku jeszcze jeden raz i wywalczył z Pachucą tytuł wicemistrzowski. Już w kolejnym sezonie, 2001/2002, zdobył z Pachucą pierwszy tytuł mistrzowski, w fazie Invierno. Rok później zwyciężył w Pucharze Mistrzów CONCACAF. Pierwszego gola w najwyższej klasie rozgrywkowej strzelił 2 marca 2003 w zremisowanej 1:1 konfrontacji z San Luis. Drugi tytuł mistrza kraju osiągnął podczas sezonu Apertura 2003, trzeci – Clausura 2006, natomiast czwarty w Clausura 2007. Dwukrotnie zajmował drugie miejsce w superpucharze Meksyku – Campeón de Campeones (2004 i 2006), odnosił sukcesy w turnieju Pucharu Mistrzów CONCACAF, wygrywając go jeszcze trzy razy w latach 2007, 2008 i 2010, co dało mu możliwość uczestniczenia w dwóch edycjach Klubowych Mistrzostw Świata. Tam jednak nie potrafił zająć z Pachucą wysokiego miejsca, zajmując odpowiednio szóstą i czwartą lokatę. Ze swoim zespołem triumfował także w drugich co do ważności rozgrywkach w Ameryce Południowej – Copa Sudamericana w roku 2006, natomiast w superpucharze kontynentalnym – Recopa Sudamericana – został wicemistrzem. Pod koniec swojej kariery w Pachuce triumfował w turnieju SuperLigi 2007. Zajął drugie miejsce w lidze w sezonie Clausura 2009 i w InterLidze w tym samym roku.
Latem 2010 Correa za sumę około dwóch milionów euro przeszedł do innego meksykańskiego pierwszoligowca – San Luis FC. W ekipie tej spędził następne półtora roku, i mimo że nie odniósł z nią żadnych sukcesów na arenie krajowej, to wziął udział w turnieju Copa Libertadores 2011, odpadając z San Luis już w fazie grupowej. Wiosną 2012 Correa przeszedł do drugoligowego Club Necaxa.
| Sezon     | Klub                 | Kraj   | Rozgrywki        | Mecze | Bramki |
| --------- | -------------------- | ------ | ---------------- | ----- | ------ |
| 1998/1999 | Alacranes de Durango | Meksyk | Segunda División | ?     | ?      |
| 1999/2000 | Alacranes de Durango | Meksyk | Liga de Ascenso  | ?     | ?      |
| 2000/2001 | CF Pachuca           | Meksyk | Primera División | 2     | 0      |
| 2001/2002 | CF Pachuca           | Meksyk | Primera División | 23    | 0      |
| 2002/2003 | CF Pachuca           | Meksyk | Primera División | 34    | 2      |
| 2003/2004 | CF Pachuca           | Meksyk | Primera División | 44    | 1      |
| 2004/2005 | CF Pachuca           | Meksyk | Primera División | 36    | 1      |
| 2005/2006 | CF Pachuca           | Meksyk | Primera División | 40    | 0      |
| 2006/2007 | CF Pachuca           | Meksyk | Primera División | 41    | 2      |
| 2007/2008 | CF Pachuca           | Meksyk | Primera División | 33    | 0      |
| 2008/2009 | CF Pachuca           | Meksyk | Primera División | 39    | 0      |
| 2009/2010 | CF Pachuca           | Meksyk | Primera División | 35    | 0      |
| 2010/2011 | San Luis FC          | Meksyk | Primera División | 36    | 0      |
| 2011/2012 | San Luis FC          | Meksyk | Primera División | 9     | 0      |
| 2011/2012 | Club Necaxa          | Meksyk | Liga de Ascenso  |       |        |

## Kariera reprezentacyjna
W 2007 roku Correa został powołany przez selekcjonera Hugo Sáncheza na turniej Copa América zamiast bardziej doświadczonego Pávela Pardo. Właśnie w tych rozgrywkach zawodnik Pachuki zadebiutował w seniorskiej reprezentacji Meksyku – 27 czerwca 2007 w wygranym 2:0 spotkaniu z Brazylią w fazie grupowej. Ostatecznie Meksykanie wywalczyli na wenezuelskiej imprezie trzecie miejsce, natomiast Correa wystąpił we wszystkich siedmiu spotkaniach swojej drużyny. Później wybiegał na boisko jeszcze w trzech potyczkach towarzyskich, zamykając swój bilans w kadrze na dziesięciu rozegranych meczach.